# ارل ساندویچ
ارل ساندویچ (انگلیسی: Earl of Sandwich) یک عنوان نجیب‌زادگی برای اشراف انگلستان است. این عنوان برای اولین بار در سال ۱۶۶۰ میلادی توسط چارلز دوم انگلستان به سر ادوارد مونتاگو اهدا شده است.